# Liste der denkmalgeschützten Objekte in Pöndorf
Die Liste der denkmalgeschützten Objekte in Pöndorf enthält die denkmalgeschützten, unbeweglichen Objekte der oberösterreichischen Gemeinde Pöndorf.

## Denkmäler
| Foto |                 | Denkmal                                                                        | Standort                                          | Beschreibung | Metadaten |
| ---- | --------------- | ------------------------------------------------------------------------------ | ------------------------------------------------- | --- | --- |
| ja   | Datei hochladen | Landgraben HERIS-ID: 75354 Objekt-ID: 88833                                    | Landgraben (ehem. Kirchham) Standort KG: Forstern | Rest der jahrhundertelangen Grenze Österreichs zu Bayern. Wohl nach 1437 unter Kaiser Friedrich III. vom Vogt Reinprecht von Wallsee errichtet (urkundlich genannt 1581). 1799 durch die Übernahme des Innkreises hinfällig. | BDA-Hist.: Q38138880 Status: § 2a Stand der BDA-Liste: 2025-06-30 Name: Landgraben GstNr.: 1794 Landgraben Pöndorf                                           |
| ja   | Datei hochladen | Kath. Pfarrkirche hl. Maximilian mit Friedhof HERIS-ID: 52497 Objekt-ID: 59406 | gegenüber Kirchham 2 Standort KG: Kirchham        | Die Pfarrkirche ist ein barockisierter spätgotische Bau, der nach einem Brand 1803 im Jahr 1813 wieder instand gesetzt wurde.                                                                                                | BDA-Hist.: Q26252248 Status: § 2a Stand der BDA-Liste: 2025-06-30 Name: Kath. Pfarrkirche hl. Maximilian mit Friedhof GstNr.: .335, 6788 Pfarrkirche Pöndorf |